# Alice Rohrwacher
Alice Rohrwarcher (Fiesole, Florencia, 29 de diciembre de 1980) es una directora de cine y guionista italiana, conocida por sus películas Lazzaro feliz, La quimera y Corpo Celeste.

## Biografía
Nació el Fiesole, en la Toscana, hija de madre italiana y padre alemán. Pasó su juventud en la ciudad de Castel Giorgio (provincia de Terni), donde su madre (Annalisa Giulietti) nació y su padre (Reinhard Rohrwarcher) trabajó como apicultor. Es la hermana de la actriz italiana Alba Rohrwacher. Estudió literatura y filosofía en la Universidad de Turín y se especializó en escritura de guiones en la Escuela Holden de Turín.
Su primera experiencia de producción fue en 2006, cuando dirigió una parte del documental italiano Checosamanca.
En 2011, dirigió su primer largometraje Corpo celeste, estrenado en la Quinzaine des Réalisateurs (Quincena de los realizadores) durante el Festival de Cannes 2011, logrando la aclamación de la crítica y consigue el Nastro d'Argento (Cinta de Plata) al mejor director novel, un premio entregado por el Sindacato Nazionale Giornalisti Cinematografici Italiani (Sindicato Nacional Italiano de Periodistas de Cine).
Su segundo largometraje, Le meraviglie, ganó el Gran Premio del Festival de Cannes 2014. En 2014 Alice fue seleccionada para presidir el jurado del premio Luigi De Laurentiis a la mejor película debutante del 71.er Festival Internacional de Cine de Venecia.

## Filmografía
| Año  | Título             | Notas                            |
| ---- | ------------------ | -------------------------------- |
| 2024 | Allégorie citadine | Cortometraje                     |
| 2023 | La quimera         |                                  |
| 2022 | Le pupille         | Cortometraje                     |
| 2021 | Futura             |                                  |
| 2020 | Quattro strade     | Cortometraje                     |
| 2020 | Ad una mela        | Cortometraje                     |
| 2020 | Omelia contadina   | Cortometraje                     |
| 2020 | La amiga estupenda | Serie de televisión, 2 episodios |
| 2018 | Lazzaro felice     |                                  |
| 2016 | Violettina         | Cortometraje                     |
| 2015 | De Djess           | Cortometraje                     |
| 2014 | 9x10 Novanta       | Segmento "Una canzone"           |
| 2014 | Le meraviglie      |                                  |
| 2011 | Corpo celeste      |                                  |
| 2006 | Checosamanca       | Episodio "Le fiumara"            |

| Año  | Título                | Notas |
| ---- | --------------------- | ----- |
| 2009 | Residuo fisso         |       |
| 2009 | In tempo, ma rubato   |       |
| 2008 | Boygo                 |       |
| 2008 | Tradurre              |       |
| 2005 | Un piccolo spettacolo |       |

## Premios y reconocimientos
Festival Internacional de Cine de Cannes
| Año  | Categoría              | Película                  | Resultado |
| ---- | ---------------------- | ------------------------- | --------- |
| 2014 | Gran Premio del Jurado | El país de las maravillas | Ganadora  |
| 2018 | Mejor guion            | Lazzaro feliz             | Ganadora  |

- 2012 - Nastro d'Argento
  - Nastro d'Argento al Mejor Director Novel per Corpo celeste.
- 2012 - Ingmar Bergman
  - Premio al debut internacional por Corpo celeste.
- 2012 - Ciak d'oro 
  - Mejor película debutante por Corpo celeste.
- 2012 - Premio Suso Cecchi D'Amico 
  - Mejor guion por Corpo celeste.
- 2014 - Festival de cine europeo de Sevilla.
  - Premio especial del jurado por Le meraviglie.
- 2023 - SEMINCI
- Espiga de plata por La quimera.[9]